# Anna Mezníková-Křováčková
Anna Mezníková-Křováčková (8. července 1913 Slavkov u Brna – 3. listopadu 1981 Brno) byla moravská atletka, členka Sokola ve Slavkově u Brna, jedna z nejlepších slavkovských sportovkyň ve 30. letech 20. století. Dosahovala vynikajících výsledků v pětiboji i v jednotlivých dílčích disciplínách.

## Život
Anna Mezníková se narodila ve Slavkově 8. července 1913. Její rodiče provozovali obchod se smíšeným zbožím v Husově ulici čp. 8. 
Anna se už v žákovských letech stala členkou tělovýchovné jednoty Sokol Slavkov u Brna a její doménou se stal atletický pětiboj, složený ze skoku do výšky a do dálky, vrhu koulí, hodu oštěpem a běhu na 60 či 100 metrů. V jednotlivých disciplínách dosahovala na svou dobu mimořádných výkonů, např. ve skoku dalekém byla v roce 1934 výkonem 501 cm v čele celostátních tabulek. Mimo pětiboj také cvičila na nářadí a hrála volejbal. 
Vybrané výsledky:
- 5. června 1933: výška 134 cm, dálka 474 cm, koule 788 cm, míč 28,65 m, 60 m 9,8 vt.
- 27. srpna 1933 Brno – pětiboj (1. místo): výška 130 cm, dálka 494 cm, koule 796 cm, oštěp 20,90 m, 60 m 8,8 vt.
- 1. října 1933 Závod Praha–Brno–Bratislava – pětiboj (2. místo): dálka 482 cm, 100 m 13,4 vt.
- 8. srpna 1934 Brno – pětiboj: dálka 484 cm, výška 136 cm
- 2. září 1934 Praha – pětiboj (2. místo)
- 28. září 1934 Bratislava – pětiboj (2. místo)
- 30. září 1934 Praha – dálka (2. místo): 501 cm

Rok 1935 se stal zřejmě její poslední aktivní závodnickou sezónou. Dne 2. října 1935 obdržela z Druhé brněnské župy „poděkování za dosavadní činnost a přání všeho nejlepšího v novém životním směru“. V květnu 1934 dokončila s výborným prospěchem cvičitelskou školu České obce sokolské a o rok později nastoupila jako cvičitelka v TJ Sokol Slavkov. Pomáhala také s tělesnou výchovou na místní obecné škole. Po skončení Mezníkové kariéry v roce 1935 poklesl ve slavkovském sokolu zájem žen a dorostenek o atletiku. Její vlastní sportovní činnost však neustávala, např. ještě před celostátní mobilizací v roce 1938 hrála také v ženském družstvu odbíjené.
Vedle sportovního angažmá účinkovala za mlada i v ochotnickém souboru Sokola. Hrála mimo jiné v představeních Honza v zakletém zámku (1926), Pasekáři (r. Karel Uhlíř, 29. června 1928) či Strakonický dudák (r. Jaroslav Hanák, 14. dubna 1929).
Za muže si vzala ing. Vojtěcha Křováčka a společně bydleli v Hodonínské ulici (později Československé armády) čp. 1047. Vychovala dvě dcery: Libuši a Hanu. Ty se v 60. letech 20. století odstěhovaly do Brna a také sama Anna Křováčková se v roce 1981 odstěhovala do Králova Pole. Téhož roku 3. listopadu zemřela ve věku 68 let.